# Eva Berger (Historikerin)
Eva Berger (geboren 1951 in Erlangen) ist eine deutsche Historikerin und ehemalige Museumsleiterin. Von 2000 bis 2016 war sie Direktorin des Kulturgeschichtlichen Museums Osnabrück.

## Leben und Werk
Eva Berger studierte Geschichte und Kunstgeschichte in Erlangen und Osnabrück. 1991 wurde sie an der Universität Osnabrück mit einer Dissertation zur Sozialgeschichte des Stadt-Krankenhauses Osnabrück promoviert. Ihr Doktorvater war Klaus Jürgen Bade.
Von 1979 bis 1982 arbeitete Berger als Museumspädagogin im Kunst- und Kulturpädagogischen Zentrum der Museen in Nürnberg, ab 1983 war sie als freie Mitarbeiterin am Kulturgeschichtlichen Museum Osnabrück tätig. Schwerpunkte ihrer wissenschaftlichen Arbeit wurden neben dem sozialhistorischen Themenbereich der städtischen Krankenfürsorge das Leben und Werk des Malers Felix Nussbaum und der für Osnabrück relevante Themenkomplex Westfälischer Friede. Im August 1997 wurde Berger zur stellvertretenden Ausstellungskommissarin der 26. Europaratsausstellung berufen, die in den Städten Münster und Osnabrück ausgerichtet und unter dem Titel 1648 – Krieg und Frieden in Europa, die vom 24. Oktober 1998 bis zum 17. Januar 1999 im Westfälischen Landesmuseum für Kunst und Kulturgeschichte in Münster und im Kulturgeschichtlichen Museum sowie in der Kunsthalle Osnabrück gezeigt wurde.
2000 wurde Eva Berger als Nachfolgerin von Thorsten Rodiek Direktorin des Kulturgeschichtlichen Museums Osnabrück, in Doppelspitze mit Inge Jaehner, die die Leitung des Felix-Nussbaum-Hauses übernahm. 2016 ging Berger in den Ruhestand.
Eva Berger hat einen Sohn (* 1977). Sie war mit Karl Georg Kaster verheiratet.

### Leitung des Museums
Bergers und Jaehners gemeinsames Ziel war es, für den Museumsbesucher eine zusammenhängende Museumslandschaft zu konzipieren: das Felix-Nussbaum-Haus als „Haus der Bilder Nussbaums“, das Kulturgeschichtliche Museum als „Haus der Stadt- und Landesgeschichte“ und die Villa Schlikker – ehemals das „Braune Haus“ der NSDAP-Kreisleitung – als „Haus des Erinnerns“. Das Anliegen setzte Berger mit der Eröffnung der neuen stadtgeschichtlichen Abteilung im Jahre 2004 in ersten Schritten um.
Berger ermöglichte konzeptionelle Ausstellungen zur Stadtgeschichte mit geringem Budget, die in Kooperation mit Schulen, der Hochschule beziehungsweise Universität Osnabrück, weiteren Institutionen und Unternehmen entstanden. Sie vertrat den Standpunkt, dass Besucherzahlen alleine den Erfolg eines Hauses nicht ausmachten und war überzeugt, dass Teilhabe an Projekten erfolgreiche Museumsarbeit bedeutet und den Bildungsanspruch eines Museums erfüllen. Darüber hinaus sollte mit dieser Ausstellungspolitik historisches Bewusstsein für eigenes, verantwortungsvolles Handeln gestärkt werden.
Unter ihrer Leitung gab es durch hohe Besucherzahlen drei erfolgreiche Schauen: 2003 Albrecht Dürer: Das große Glück, die sie mit dem Dürer-Experten Thomas Schauerte realisierte, 2007 Geometrie der Figur – Luca Cambiaso und die moderne Kunst, die von Heribert Schulz kuratiert wurde; 2015 Das neue Gesicht des Euro. Kooperationspartner der Wanderausstellung war die Europäische Zentralbank. Die Schau bezog sich auf wichtige Sammlungsbestände des Museums.
Als Berger Ende 2016 nach einer Verlängerung ihrer Dienstzeit in den Ruhestand ging, wurde 2017 Nils-Arne Kässens Direktor für beide Bereiche. Das Museumsquartier Osnabrück umfasst nun das Felix-Nussbaum-Haus, das Kulturgeschichtliche Museum mit Villa Schlikker und Akzisehaus.

### Konzeptionelle Ausstellungspolitik (Auswahl)
- Zur Stadtgeschichte:
  - Im Jahr 2000: Häuser ohne Schminke: Ideal & Wirklichkeit – Klassizismus in Osnabrück (Kooperationspartner Universität Osnabrück); Aus den Trümmern in die Capri-Sonne: Mobilität und Reiselust im Osnabrück der 50er Jahre (Kooperationspartner Verkehrsverein Osnabrück).
  - 2001: Zeigt her Eure Schuhe… Jubiläumsausstellung zum 675-jährigen Bestehen der Schuhmacherinnung Osnabrück-Emsland (Kooperationspartner Schuhmacher-Innung Osnabrück-Emsland)
  - 2009: Garrison Project:drawdown – Der Abzug. Fotoprojekt von Nicole Blaffest und Franz Wamhof. (Kooperationspartner Angehörige der 4th Mechanized Brigade); 2016: Leinen – true born Osnabrughs (Kooperationspartner Universität Osnabrück)

- Als Ergänzung zur Felix-Nussbaum-Sammlung:
  - 2005: Kunst in Auschwitz/Sztuka w Auschwitz 1940–1945 (Kooperationspartner Museumspädagogischer Dienst Berlin)
  - 2009: Lachen im Dunkeln – Das Lager Westerbork 1942–1945 (Kooperationspartner Erinnerungszentrum Lager Westerbork)[12]

## Veröffentlichungen (Auswahl)
Eva Bergers umfangreiches publizistisches Werk befasst sich vorrangig mit Osnabrücks Stadtgeschichte. Auch zum 2015 erschienenen Standardwerk Topografien des Terrors (Herausgeber: Thorsten Heese) über die Zeit des Nationalsozialismus in Osnabrück trug sie bei.

### Monografien
- Felix Nussbaum. Verfemte Kunst – Exilkunst – Widerstandskunst. (= Kulturgeschichtliches Museum Osnabrück [Hrsg.]: Osnabrücker Kulturdenkmäler. Beiträge zur Kunst- und Kulturgeschichte der Stadt Osnabrück. Bd. 3) Rasch, Bramsche 1990. ISBN 978-3-922469-45-2 (Katalogbuch zur gleichnamigen Ausstellung im Kulturgeschichtlichen Museum Osnabrück vom 6. Mai  22. Juli 1990 anlässlich des 100-jährigen Bestehens des Museums).
- Wer bürgt für die Kosten? Zur Sozialgeschichte des Krankenhauses. 125 Jahre Stadt-Krankenhaus Osnabrück; 180 Jahre städtische Gesundheitspolitik. (= Städtische Kliniken Osnabrück [Hrsg.]: Osnabrücker Kulturdenkmäler. Beiträge zur Kunst- und Kulturgeschichte der Stadt Osnabrück. Bd. 4) Rasch, Bramsche 1991. ISBN 978-3-922469-50-6.

- Dem Frieden die Zukunft: 1648–1998. (= Kreis Steinfurt, die Landrätin [Hrsg.]: Sozialgeschichtliche Beiträge aus dem Kreis: Steinfurt. Der Dreißigjährige Krieg und die Hoffnung auf Frieden.) Cramer, Greven 1998. ISBN 978-3-926619-58-7.
- Die Würde des Menschen ist unantastbar. 200 Jahre Psychiatriegeschichte im ehemaligen Königreich Hannover am Beispiel des Niedersächsischen Landeskrankenhauses Osnabrück. (= Kulturgeschichtliches Museum Osnabrück [Hrsg.]: Osnabrücker Kulturdenkmäler. Beiträge zur Kunst- und Kulturgeschichte der Stadt Osnabrück. Bd. 9) Rasch, Bramsche 1999. ISBN 978-3-932147-99-9.

### Herausgeberschaften
- Susanne Tunn: Atem – Meta. Hrsg.: Eva Berger (= Kulturgeschichtliches Museum Osnabrück [Hrsg.]: Osnabrücker Kulturdenkmäler: Beiträge zur Kunst- und Kulturgeschichte der Stadt Osnabrück. Band 12, Teil 1). Rasch Verlag, Bramsche 2004, ISBN 3-89946-018-9 (Ausstellungskatalog).
- Elke Hergert, Rom ist überall, Osnabrück 2007.
- „Ich male, wie mir der Schnabel gewachsen ist“. Zum Gedächtnis des Malers Theodor Fritz Koch. Rasch, Bramsche 2007. ISBN 978-3-89946-094-0 (Ausstellungskatalog).
- Christian Grovermann, Profile Neustadt. Fotografien. Rasch, Bramsche 2007. (Ausstellungskatalog)
- Hella Hirschfelder-Stüve, Künstlerin der vergessenen Generation. Lebensreise. Rasch, Bramsche 2010. ISBN 978-3-89946-145-9 (Ausstellungskatalog).